# 利索韋 (波利西基區)
51°2′29″N 29°38′47″E / 51.04139°N 29.64639°E
利索韋（烏克蘭語：Лісове）是位於烏克蘭北部的村莊，由基辅州维什霍罗德区的克拉斯亞蒂奇市鎮負責管轄。該村始建於1939年，面積4平方公里，海拔高度157米，2001年人口31，人口密度每平方公里7.8人。